# 华西凤尾蕨
华西凤尾蕨（学名：Pteris occidentali-sinica），为凤尾蕨科凤尾蕨属下的一个植物种。其种加词occidentali-sinica，意为“中华西部的”。
接受名为三轴凤尾蕨 Pteris longipes D.Don